# Саакова, Валентина Григорьевна
Саакова Валентина Григорьевна (в девичестве — Неве́рова; 13 июля 1922, Моздок, Северная Осетия — 9 октября 2006, Сочи, Краснодарский край) — советская, российская поэтесса, журналист. Член Союза журналистов СССР (1962), Союза писателей СССР, Союза писателей России. Заслуженный работник культуры Кубани.

## Биография
Саакова Валентина родилась 13 июля 1922 года в городе Моздоке (Северная Осетия) в семье артистов театра.
Первые стихи были напечатаны в городской газете, когда Валентина Саакова была школьницей, в 1935 году.
Окончив среднюю школу, В. Саакова поступила в пединститут, затем перешла в Минераловодское педучилище. Работала воспитательницей в детдоме, в сельском детском саду.
В Моздоке она провела детство и школьные годы, встретила первую любовь, пережила войну и похоронила маму.
Во время войны стихи В. Сааковой печатались во фронтовых газетах. Они стали основой первой книги «Жена солдата», вышедшей в Алма-Ате (Казахстан).
Вышла замуж за вернувшегося с фронта школьного друга, лётчика, с ним разделила нелегкую судьбу боевой подруги. Жизнь в военных гарнизонов отразилась в её стихах, печатавшихся в журнале «Советский воин», в военных газетах, книгах, изданных Военным издательством, в сборниках солдатской поэзии «Слава, доблесть, любовь».
Заочно училась в университете Ташкента. Публиковалась в газете «Южный Казахстан»: корреспонденции, стихи и рассказы на тему гражданской жизни края, где прожила с 1953 по 1966 год.
В 1962 году была принята в Союз журналистов СССР.
Аида Ведищева исполняла песню «На рассвете», посвящённая Юрию Гагарину на слова В. Сааковой (музыка — Ю. Казарян).
В 1966 году вместе с семьёй переехала в Сочи. Состояла в Кубанской писательской организации. Печаталась в краевых газетах, в журнале «Кубань», в городской газете «Черноморская здравница». Вышла книга очерков о жизни Динского района «Хлеб земли — хлеб души» (Хлеб земли, хлеб души) в серии «Дни нашей жизни».
Руководила городскими литературными объединениями «Аистенок», «Золотая осень» и «Ромашки, опаленные войной». 
Умерла 9 октября 2006 года в Сочи.
Семья
- Супруг — Евагрий Иванович Сааков, военный летчик.

## Память
- В 2012 году в РДК города Сочи состоялся вечер памяти, посвящённый 90-летию со дня рождения заслуженного работника культуры Кубани, члена Союза писателей России Валентины Сааковой. Вышла книга избранных произведений[4][5].